# Santissimi Nomi di Gesù e Maria in via Lata (diaconia)
Santissimi Nomi di Gesù e Maria in via Lata (in latino: Diaconia Sanctissimorum Nominum Iesu et Mariae in via Lata) è una diaconia istituita da papa Paolo VI il 7 giugno 1967 con la costituzione apostolica More institutoque.
La diaconia insiste sulla chiesa di Gesù e Maria in via del Corso, a Roma.

## Titolari
- Justinus Darmojuwono, titolo pro illa vice (29 giugno 1967 - 3 febbraio 1994 deceduto)
  - Vacante (1994-2001)
- Avery Robert Dulles, S.I. (21 febbraio 2001 - 12 dicembre 2008 deceduto)
  - Vacante (2008-2010)
- Domenico Bartolucci (20 novembre 2010 - 11 novembre 2013 deceduto)
  - Vacante (2013-2015)
- Luigi De Magistris (14 febbraio 2015 - 16 febbraio 2022 deceduto)
  - Vacante (2022-2024)
- Timothy Radcliffe, O.P, dal 7 dicembre 2024